# Jean Rotrou
Jean Rotrou (Dreux, el 21 d'agost de 1609 - 28 de juny de 1650) va ser un dramaturg francès.

## Obra dramàtica
| - La Bague de l'oubli, 1628 - Doristée et Cléagenor, 1630 - L'Hypocondre, ou Le Mort amoreux - L'Heureuse constance - Les Occasions perdues - Les Menechmes - Célimène, ou Amarillis - L'Heureux naufrage - Alphrede - Celiane - Agesilan - Diane - L'Innocente infidélité - Philandre - Amélie (1636), tragicomèdia - Clorinde - Les Deux pucelles - Hercule mourant (1632), tragèdia | - Laure persécutée - La Pélerine amoureuse - Antigone (1638), tragèdia - Les Captifs - Les Sosies - Chrisante - Iphigénie (1640), tragèdia - Clarice - Bélisaire - Celis, ou le Vice-Roi de Naples - La Soeur généreuse - Le Véritable Saint Genest - Dom Alvare de Lune - Dom Bernard de Cabrere - Cosroès - Venceslas - Florimonde - Dom Lope de Cardonne |